# 1828 dans les chemins de fer
Chronologie des chemins de fer
1827 dans les chemins de fer - 1828 - 1829 dans les chemins de fer

## Évènements
- Statistiques France continentale : 23 km de voies ferrées, chemins de fer d'intérêt général et local, chemins de fer industriels et tramways, sont en exploitation[1].

### Février
- 13 février : charte votée par la Maryland General Assembly approuvant la création de la Baltimore & Susquehanna Railroad, B&S, entre Baltimore et le fleuve Susquehanna.

### Août
- 22 août : après avoir séjourné à Saint-Étienne, la comtesse Bertrand (épouse d’Henri-Gatien Bertrand, général du Premier Empire) emprunte la ligne de Saint-Étienne à Andrézieux afin de se rendre à Montbrison, devenant ainsi la première personnalité à effectuer un voyage ferroviaire en Europe continentale[2].
- 27 août, France : ordonnance autorisant la concession de la ligne de chemin de fer Andrézieux-Roanne 67 km).

## Naissances
- x

## Décès
- x